# Bonnanaro
Bonnanaro ist eine italienische Gemeinde (comune) in der Metropolitanstadt Sassari auf Sardinien mit 910 Einwohnern (Stand 31. Dezember 2023). Die Gemeinde liegt etwa 30 Kilometer südöstlich von Sassari. Die Nachbargemeinden sind Bessude, Borutta, Mores, Siligo und Torralba.

## Geschichte
Aus den Fundstücken in den Domus de Janas von Corona Moltana im Gemeindegebiet wurde von Antonio Taramelli der Begriff der Bonnanaro-Kultur in den Altertumswissenschaften gebildet, die den Übergang von der Kupfer- in die Bronzezeit auf Sardinien markiert.
Gegen 1000 nach Christus wurde die Gemeinde unter dem Namen Gunar beziehungsweise Gunnanor gegründet.

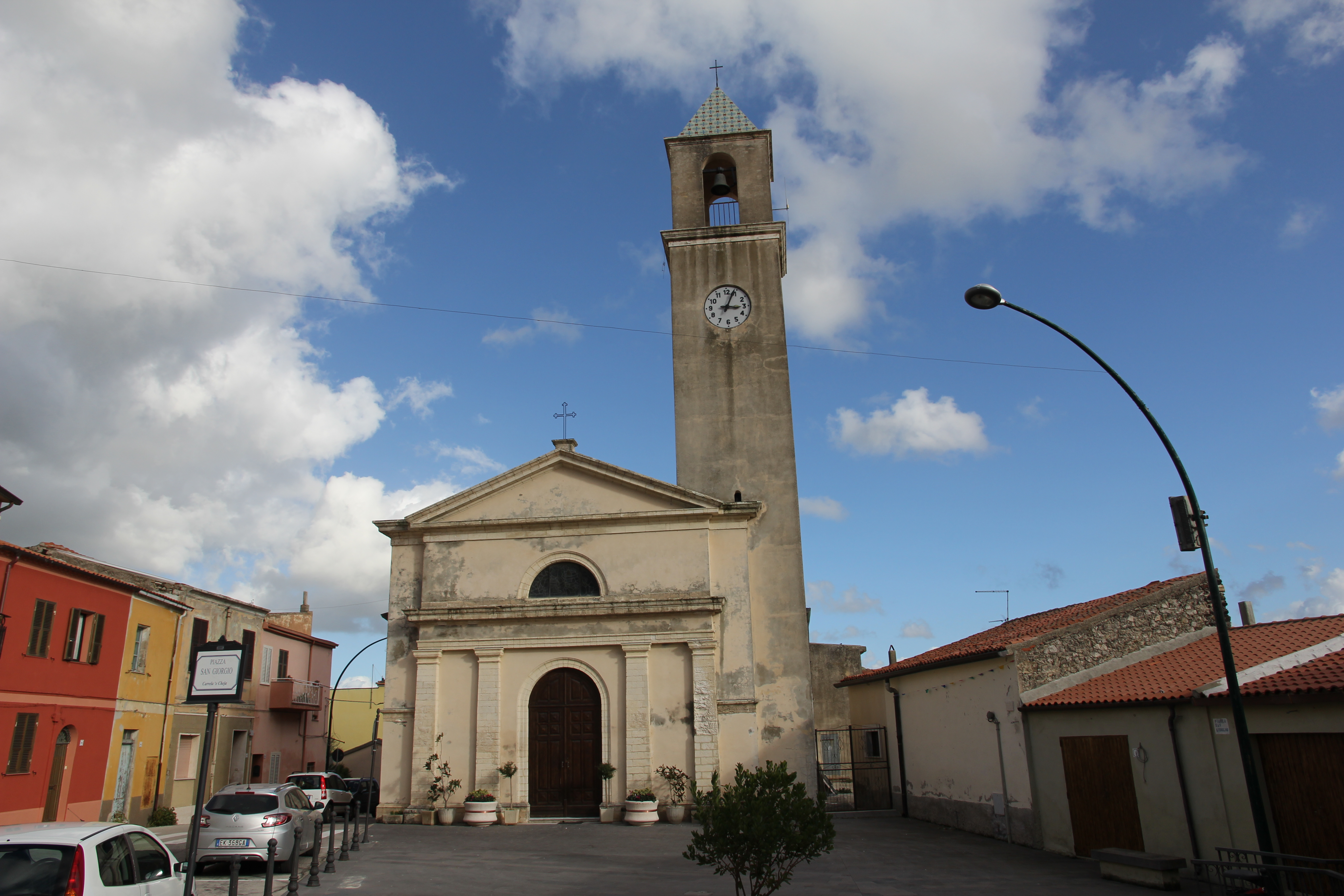
Die Kirche San Giorgio

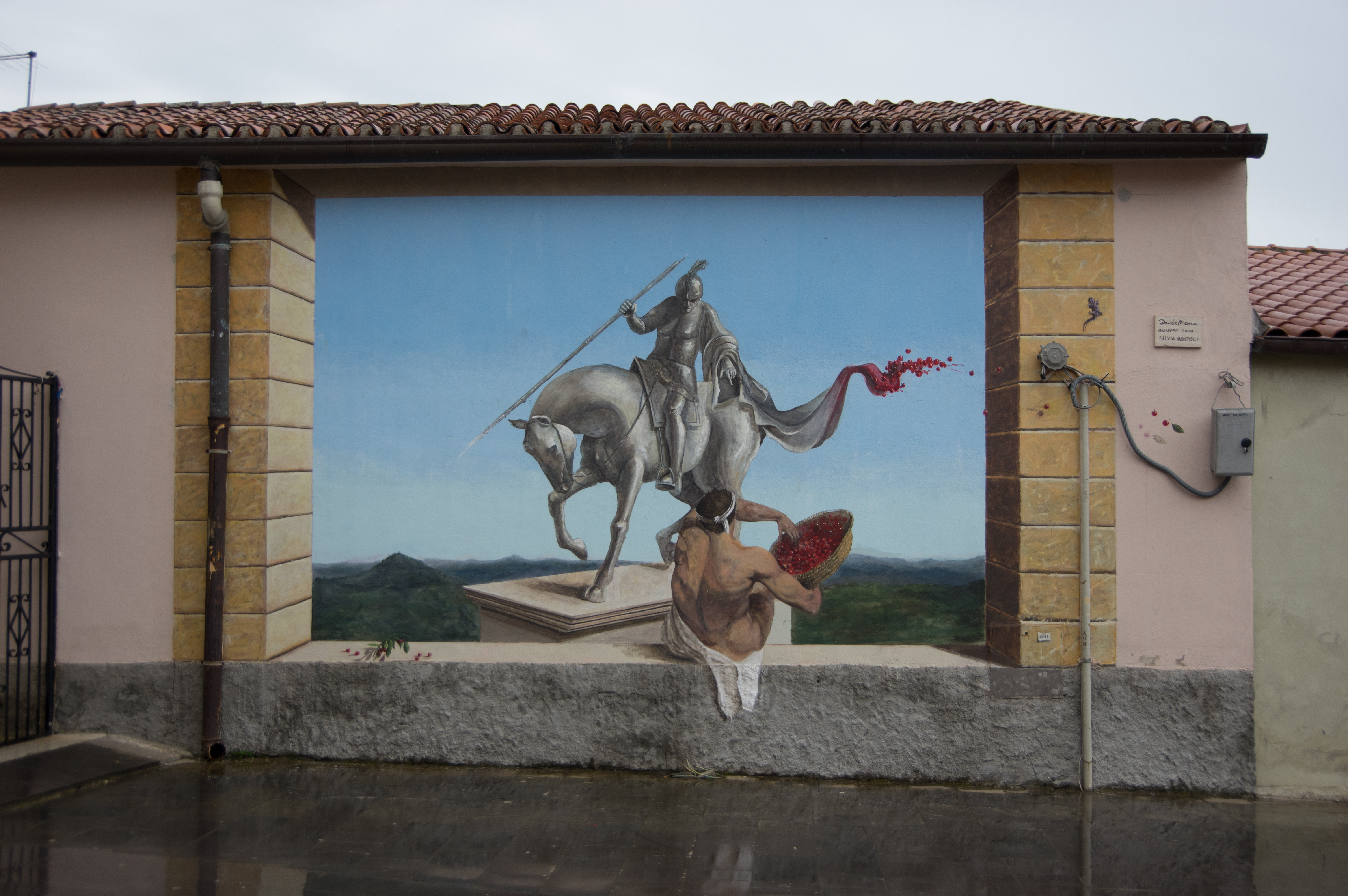
Wandgemälde an der Kirche

## Verkehr
Durch die Gemeinde führt die Strada Statale 131 Carlo Felice von Cagliari nach Porto Torres. Von ihr geht die Strada Statale 128bis Centrale Sarda Richtung Tirso ab.